# Quercus brandegeei
Quercus brandegeei är en bokväxtart som beskrevs av Edward Alphonso Goldman. Quercus brandegeei ingår i släktet ekar, och familjen bokväxter. IUCN kategoriserar arten globalt som starkt hotad. Inga underarter finns listade.